# Lina Prokofiev
Lina Prokofiev, née Carolina Codina le 21 octobre 1897 à Madrid et morte le 3 janvier 1989 à Londres, est une chanteuse espagnole connue sous le nom de scène de « Lina Llubera ».
Première épouse du compositeur russe Serge Prokofiev, elle a passé huit ans au goulag soviétique.
Ses parents, l'Espagnol Juan Codina et Olga Nemýsskaya (née en Russie, bien qu'ayant des ancêtres alsaciens et polonais), étaient des chanteurs professionnels. Ils s'étaient rencontrés à Milan alors qu'ils étudiaient pour devenir chanteurs d'opéra, profession dans laquelle ils réussissaient à la fois en Europe et en Amérique. Ainsi, bien que Lina soit née à Madrid, son enfance et son éducation ont eu lieu à New York.
Elle meurt à Londres le 3 janvier 1989, à l'âge de 91 ans, et a été enterrée au cimetière des Longs Réages à Meudon.